# TRAF1
La protéine TRAF1, de l'anglais TNF receptor-associated factor 1, est codée chez l'homme par le gène TRAF1, situé sur le chromosome 9. Elle fait partie des facteurs associés aux récepteurs de facteurs de nécrose tumorale (TRAF). Ces protéines sont associées à plusieurs récepteurs de facteurs de nécrose tumorale (TNFR) et en assurent la transduction de signal. Les protéines TRAF1 et TRAF2 forment un complexe hétérodimérique requis pour l'activation des protéines MAPK8 (en)/JNK (en) et NF-κB par le facteur de nécrose tumorale. Ce complexe TRAF1–TRAF2 interagit également avec des inhibiteurs d'apoptose (en) (IAP) et interviennent ainsi dans la signalisation anti-apoptotique des récepteurs de TNF.
L'expression de la protéine TRAF1 peut être induite par le virus d'Epstein-Barr. En particulier, la protéine LMP1 (en) du virus interagit avec les protéines TRAF, ce qui relierait la transformation des lymphocytes B induite par ce virus à la transduction de signal des récepteurs de TNF. La protéine TRAF1 fonctionne également comme un régulateur réduisant l'inflammation en interférant avec l'ubiquitination de la protéine IKBKG (en) (NEMO) en aval de la signalisation par les récepteurs de type Toll. C'est la raison pour laquelle le polymorphisme de la protéine TRAF1 augmente les risques de maladies rhumatismales.